# Сен-Пьер-де-Коломбье
Сен-Пьер-де-Коломбье́ (фр. Saint-Pierre-de-Colombier, окс. Sant Pierre de Colombier) — коммуна во Франции, находится в регионе Рона — Альпы. Департамент коммуны — Ардеш. Входит в состав кантона Бюрзе. Округ коммуны — Ларжантьер.
Код INSEE коммуны — 07282.

## Население
Население коммуны на 2008 год составляло 390 человек.
| 1962 | 1968 | 1975 | 1982 | 1990 | 1999 | 2008 |
| ---- | ---- | ---- | ---- | ---- | ---- | ---- |
| 362  | 454  | 373  | 385  | 388  | 382  | 390  |

## Экономика
В 2007 году среди 249 человек в трудоспособном возрасте (15—64 лет) 193 были экономически активными, 56 — неактивными (показатель активности — 77,5 %, в 1999 году было 47,2 %). Из 193 активных работали 175 человек (70 мужчин и 105 женщин), безработных было 18 (5 мужчин и 13 женщин). Среди 56 неактивных 13 человек были учениками или студентами, 21 — пенсионерами, 22 были неактивными по другим причинам.

## Достопримечательности
- Церковь XIX века
- Статуя Девы Марии